# 中國機械工業成套工程總公司
中國機械工業成套工程總公司，中國機械工業集團有限公司屬下機構，是在1985年成立，主要業務經營国际工程承包、进出口贸易、房地产开发、能源环保和国防军工装备配套业务，現任董事長及總裁孙柏。
2005年，被中國機械工業集團有限公司收購本集團，已被國務院批准。